# سنت جوآن دی مورو
سنت جوآن دی مورو (به اسپانیایی: Sant Joan de Moró) یک شهرستان در اسپانیا است که در استان کاستیون، و در بخش خودمختار والنسیا قرار دارد.